# Парвова (Караш-Северин)
Парвова (рум. Pârvova) насеље је у Румунији у округу Караш-Северин у општини Лапушничел. Oпштина се налази на надморској висини од 411 m.

## Прошлост
Аустријски царски ревизор Ерлер је 1774. године констатовао да место "Пирхова" припада Оршовском округу и дистрикту. Село има милитарски карактер а становништво је било влашко.

## Становништво
Према подацима из 2002. године у насељу је живело 565 становника, од којих су сви румунске националности.